# Grallaire à tête rousse
Grallaria ruficapilla
Espèce
Statut de conservation UICN

 LC  : Préoccupation mineure
La Grallaire à tête rousse (Grallaria ruficapilla) est une espèce d'oiseaux de la famille des Grallariidae vivant en Amérique du Sud.

## Description
Cet oiseau mesure environ 19 cm de longueur pour une masse de 70 à 98 g.

## Répartition
Cette espèce est présente au Venezuela, en Colombie, en Équateur et au Pérou.

## Habitat
Son habitat naturel est subtropical ou des forêts tropicales humides[réf. nécessaire].

## Liste des sous-espèces
Selon la classification de référence du Congrès ornithologique international (version 10.2, 2020) :
- sous-espèce Grallaria ruficapilla ruficapilla Lafresnaye, 1842
- sous-espèce Grallaria ruficapilla perijana Phelps & Gilliard, 1940
- sous-espèce Grallaria ruficapilla avilae Hellmayr & Seilern, 1914
- sous-espèce Grallaria ruficapilla nigrolineata Sclater, PL, 1890
- sous-espèce Grallaria ruficapilla connectens Chapman, 1923
- sous-espèce Grallaria ruficapilla albiloris Taczanowski, 1880
- sous-espèce Grallaria ruficapilla interior Zimmer, JT, 1934

## Galerie de photographies

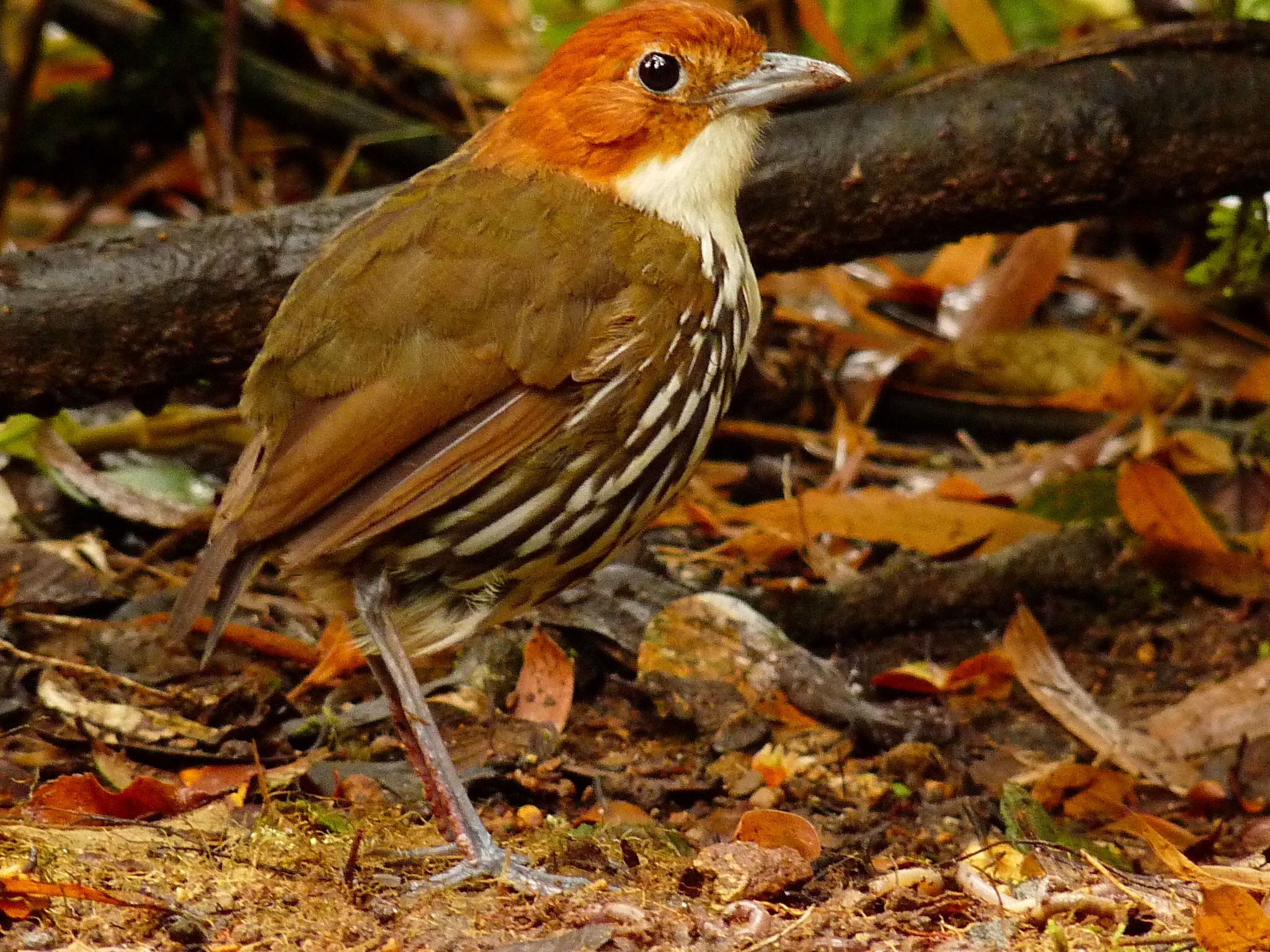
Grallaria ruficapilla - près de Manizales, Caldas, Colombie.
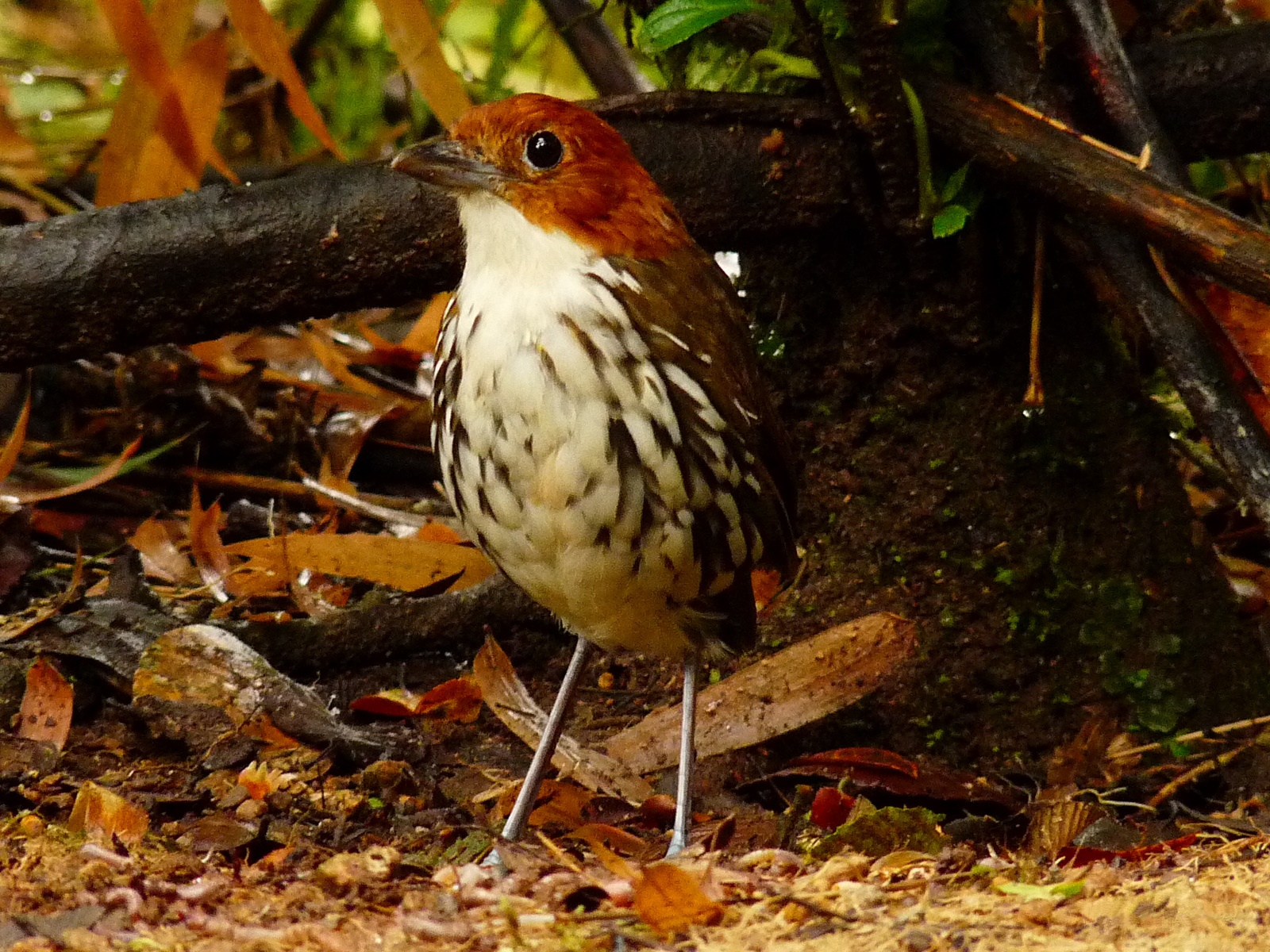